# Camp Darby
Camp Darby ist ein Militärdepot der US-Streitkräfte in Pisa, der zur US-Heeresgarnison Italien gehört. Der Militärkomplex zwischen Pisa und Livorno wurde formell am 15. November 1952 eingerichtet. Er ist nach dem Brigadier General William O. Darby benannt, welcher am 30. April 1945 in der Nähe des Gardasees von feindlichem Artilleriefeuer getötet wurde.
Ein Teil von Camp Darby wird von den italienischen Streitkräften genutzt.

## Geschichte

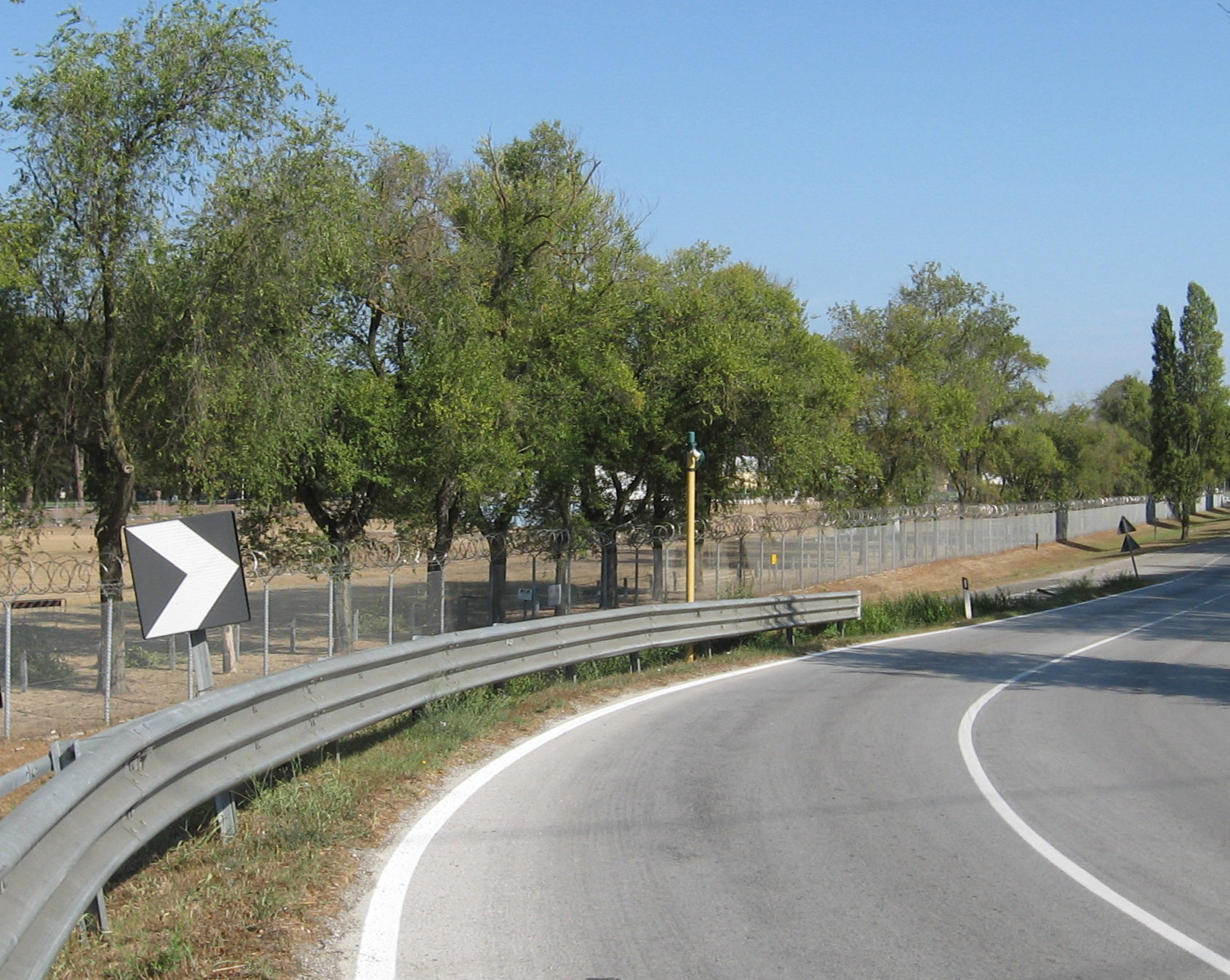
Camp Darby

### US-Nutzung
Das Depot diente zunächst der Versorgung der US-Besatzungstruppen in Österreich und war nach der Unterzeichnung des österreichischen Staatsvertrags von 1955 Durchgangsstation für die von dort abgezogenen Truppen und deren Ausrüstung. Während des Kalten Krieges unterstützte man von Camp Darby aus die relativ kleine US-Garnison in Vicenza sowie andere US-Einheiten im Mittelmeerraum.
Während des Irakkriegs wurden die US-Truppen hauptsächlich von Camp Darby aus versorgt. Da Italien als Nachschubbasis für im Nahen Osten stationierte Truppen bestens geeignet ist, bekam das Militärdepot nach den Terroranschlägen vom 11. September 2001 eine erhöhte strategische Bedeutung.
2009 waren in Camp Darby außer der Camp-Garnison USAG Livorno das FST, B Det., 208th Finance Battalion, die 3/405th Army Field Support Brigade, das 509th Signal Battalion, das 66th MI, das 839th Transportation Battalion sowie die AFN Livorno stationiert. Seit 2012 untersteht das Depot dem US-Garnisonskommando in Vicenza. Dort ist seit dem Jahr 2000 die 173. US-Luftlandebrigade stationiert.
Das Camp ist bei der ansässigen italienischen Bevölkerung unter anderem aufgrund der eingelagerten Nuklearwaffen ein kontroverses Thema.

### Italienische Mitnutzung
Im nördlichen Bereich von Camp Darby hat seit 2020 das Spezialkräftekommando des italienischen Heeres seinen Sitz. Unmittelbar nördlich von Camp Darby befindet sich eine Forschungseinrichtung des italienischen Militärs, die in den 1960er Jahren in das italienische Kernwaffenprogramm eingebunden war.